# Сыщицы
Сыщицы (бел. Сышчыцы) — деревня в Озаричском сельсовете Калинковичского района Гомельской области Белоруссии.

## География

### Расположение
В 33 км на северо-запад от Калинкович, 17 км от железнодорожной станции Холодники (на линии Жлобин-Калінквічы), 152 км от Гомеля.

### Гидрография
На востоке и юге — мелиоративные каналы и река Виша (приток реки Ипа).

## Транспортная сеть
Транспортные связи по просёлочной, затем автомобильной дороге Калинковичи — Бобруйск. Планировка состоит из 2 криволинейных улиц, ориентированных с юго-запада на северо-восток и с юго-востока на северо-запад, соединённых на юге. Застройка двусторонняя, деревянная усадебного типа.

## История
По письменным источникам известна с XVIII века как деревня в Мозырском повете Минского воеводства Великого княжества Литовского. После 2-го раздела Речи Посполитой (1793 год) в составе Российской империи. Обозначена на карте 1866 года, использовавшейся Западной мелиоративной экспедицией, работавшей в этих местах в 1890-х годах. Согласно переписи 1897 года в Крюковичской волости Речицкого уезда Минской губернии работал хлебозапасный магазин.
В 1903 году проведена разграничение с учётом выделения некоторых хозяйств на хутора. В 1930 году организован колхоз имени В. М. Молотова; работали ветряная мельница, круподёрка, кузница, шерсточесальня. Во время Великой Отечественной войны каратели в январе 1944 года сожгли 70 дворов и убили 101 жителя. В боях за деревню и окрестности погибли в 1941 и 1943—44 годах 1052 советских солдата (похоронены в братской могиле на северо-западной окраине). 81 житель погиб на фронте. В 1966 году к деревне присоединена деревня Шарипичи. В составе совхоза «Березнянский» (центр — деревня Крюковичи).
До 12 ноября 2013 года входила в Крюковичский сельсовет. После упразднения сельсовета присоединена к Озаричскому сельсовету.

## Население
- 1795 год — 27 дворов, 185 жителей, 104 мужчины.
- 1897 год — 36 дворов, 277 жителей (согласно переписи).
- 1925 год — 103 двора.
- 1940 год — 112 дворов, 506 жителей.
- 1959 год — 379 жителей (согласно переписи).
- 2004 год — 67 хозяйств, 127 жителей.